# Parroquia de Saint Paul Charlestown
Saint Paul Charlestown es una de las cinco parroquias de la isla Nieves, que junto con las nueve parroquias de la isla de San Cristóbal forman parte de las catorce parroquias administrativas que componen la Federación de San Cristóbal y Nieves. Su capital es Charlestown, que es también capital de la isla Nieves. Posee un área de 4 kilómetros cuadrados y 1820 residentes, lo que da una densidad de 455 habitantes por km².
Saint Paul Charlestown es la parroquia más pequeña de la federación, compuesta solamente de 4 kilómetros cuadrados de área y su porción del pico Nieves. A pesar de ser la más pequeña, es la parroquia más importante en Nieves, y la segunda en todo el país. Hogar de la capital de Nieves, contiene todos los edificios del gobierno de Nieves, así como muchos de los sitios históricos de la isla.

## Tierra
Nevis, que posee una forma circular, se divide en cinco parroquias, algo similar a una pizza rebanada. Todas las parroquias de Nevis poseen una salida al mar y una parte pequeña del pico de Nevis, situado en el centro. Saint Paul Charlestown tiene una longitud costera mucho más corta que cualquier otra parroquia: cerca de media milla. De esta línea costera que consiste casi enteramente en el puerto de Charlestown. De allí, la tierra se levanta agudamente a la cumbre del pico, en 3.232 pies, apenas 3 millas de interior. Las partes más altas de las cuestas de la montaña están cubiertas en bosques tropicales, y la ciudad de Charlestown domina el llano costero.

## Pueblos y aldeas
El establecimiento principal en Saint Paul Charlestown es la ciudad de Charlestown. El único el otro establecimiento dentro de los límites de la parroquia es una parte de la aldea de Craddocks.

## Economía
Saint Paul Charlestown es la jefatura económica de Nevis. La mayor parte de los negocios de la isla se localizan allí, y se emplea una porción significativa de mano de obra de la isla en la ciudad de Charlestown. La parroquia, y específicamente Charlestown, es un centro de servicios financieros internacional importante, y el servicio financiero es el negocio principal en la parroquia.

## Puerto
El puerto de Charlestown es el puerto en segundo lugar más grande de la isla, y se utiliza principalmente para balsear a Basseterre y a Montserrat, así como para amarrar yates.
- Datos: Q1752127
- Multimedia: Saint Paul Charlestown / Q1752127